# Lyroglossa grisebachii
Lyroglossa grisebachii är en orkidéart som först beskrevs av Célestin Alfred Cogniaux, och fick sitt nu gällande namn av Rudolf Schlechter. Lyroglossa grisebachii ingår i släktet Lyroglossa och familjen orkidéer. Inga underarter finns listade i Catalogue of Life.